# Cornelis Norbertus Gysbrechts

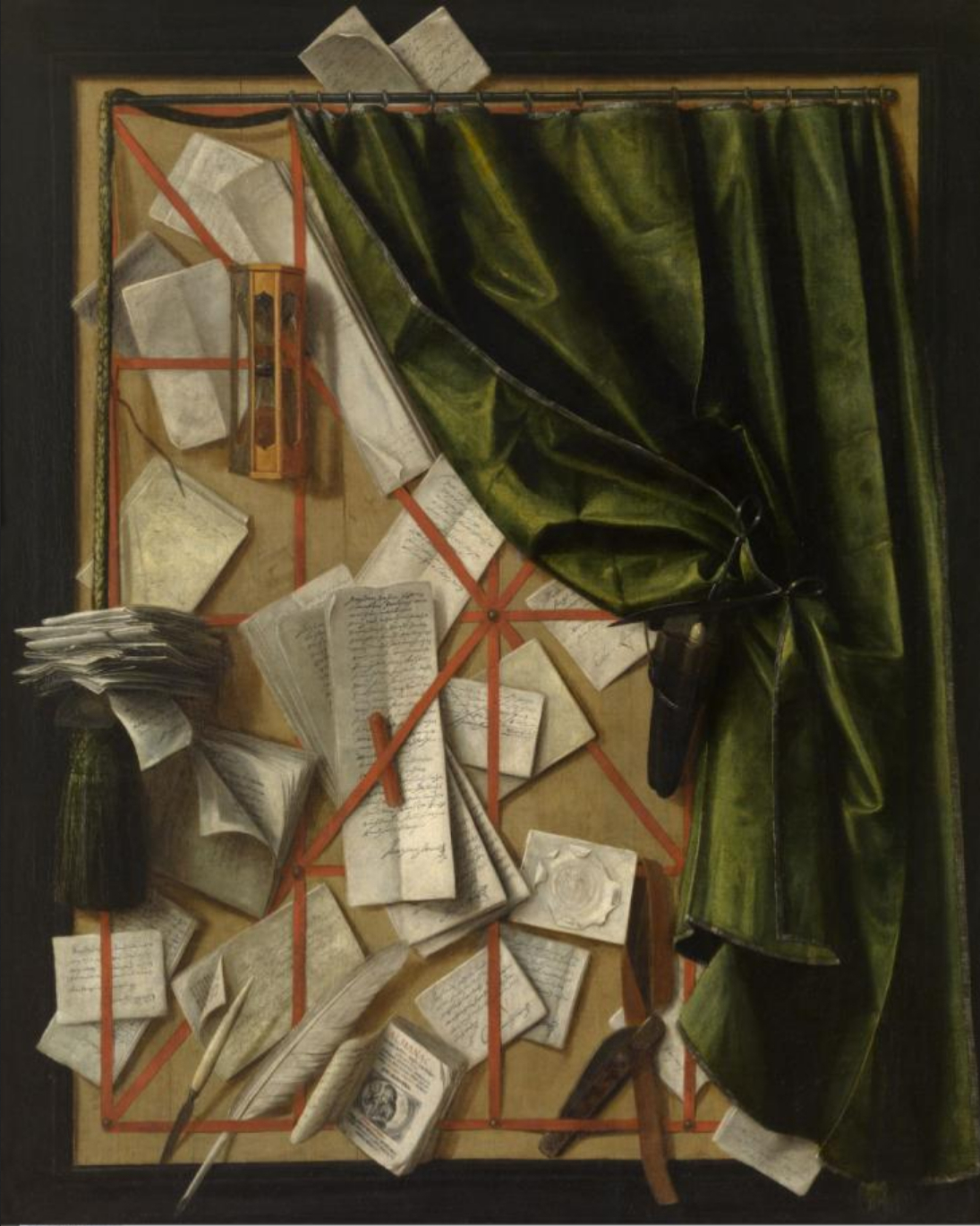
Trompe l'œil, 1665

Cornelis Norbertus Gysbrechts of Gijsbrechts (Antwerpen, ca. 1630 - ca. 1684) was een Vlaamse barokschilder van stillevens en trompe-l'oeil composities. Zijn werken dateren van de tweede helft van de 17e eeuw.

## Leven
Gysbrechts werd geboren in Antwerpen, waar hij in 1659 en 1660 vermeld wordt in de administratie van het plaatselijke Sint-Lucasgilde, waaruit verondersteld mag worden dat hij daar toen indertijd werkzaam was. Hij was vervolgens werkzaam in Regensburg en Hamburg. Van 1668 tot 1672 was hij hofschilder in Kopenhagen. Daar bevinden zich momenteel ook zijn belangrijkste werken. Dateringen van zijn werk geven aan dat hij zeker van 1657 tot 1675 actief was, toen hij werkzaam was in Breslau. 

## Werk
Hij schilderde vooral stillevens, waaronder vanitas-schilderijen met boeken, schedels en muziekinstrumenten, en hij kan worden beschouwd als een meester van het trompe l'oeil, waarbij zowel doek als lijst bijdroegen aan het opzienbarende effect.
Hij was getrouwd met Anna Moons. Hun zoon Franciscus Gijsbrechts was eveneens kunstschilder.

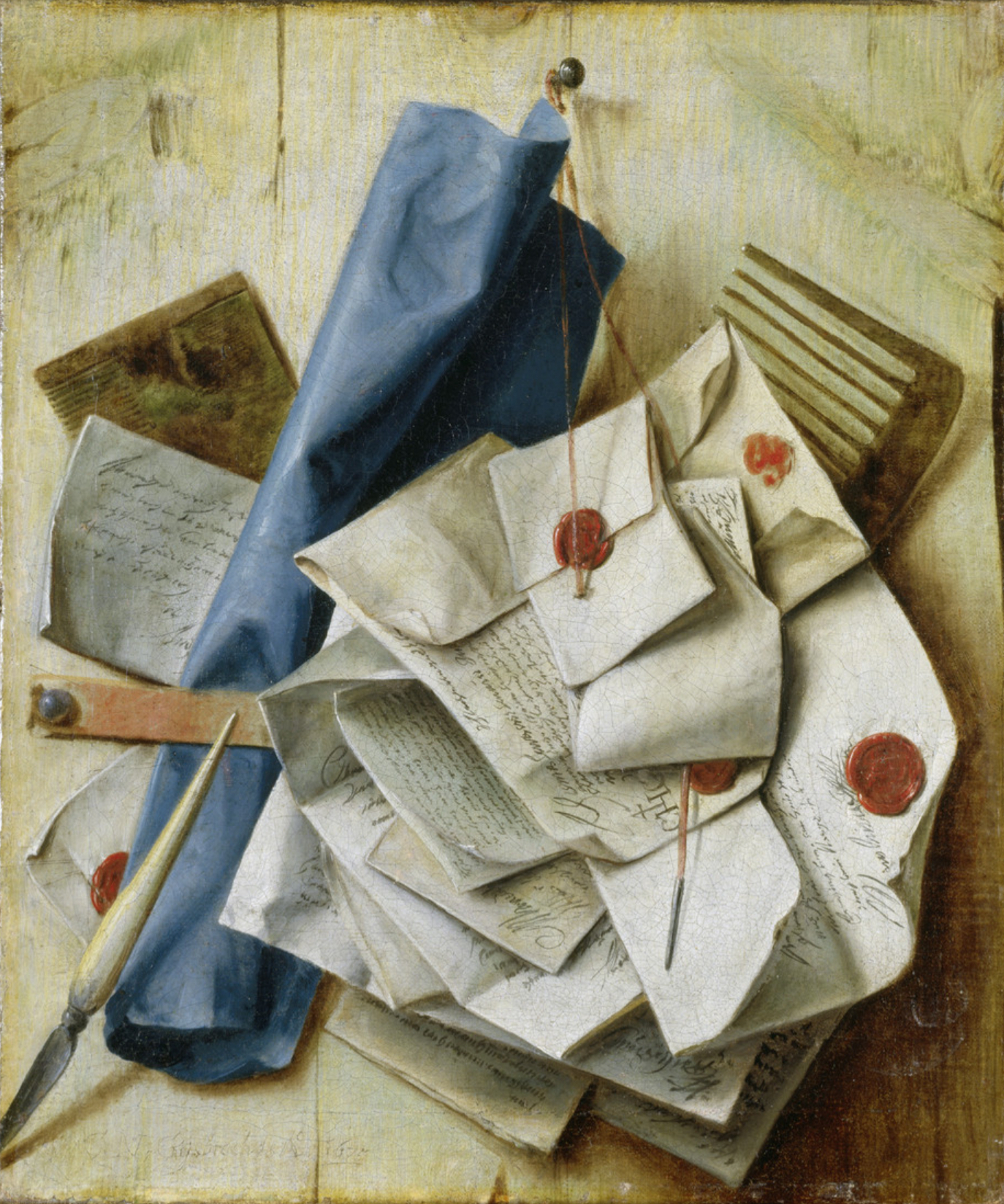
Quodlibet, 1675
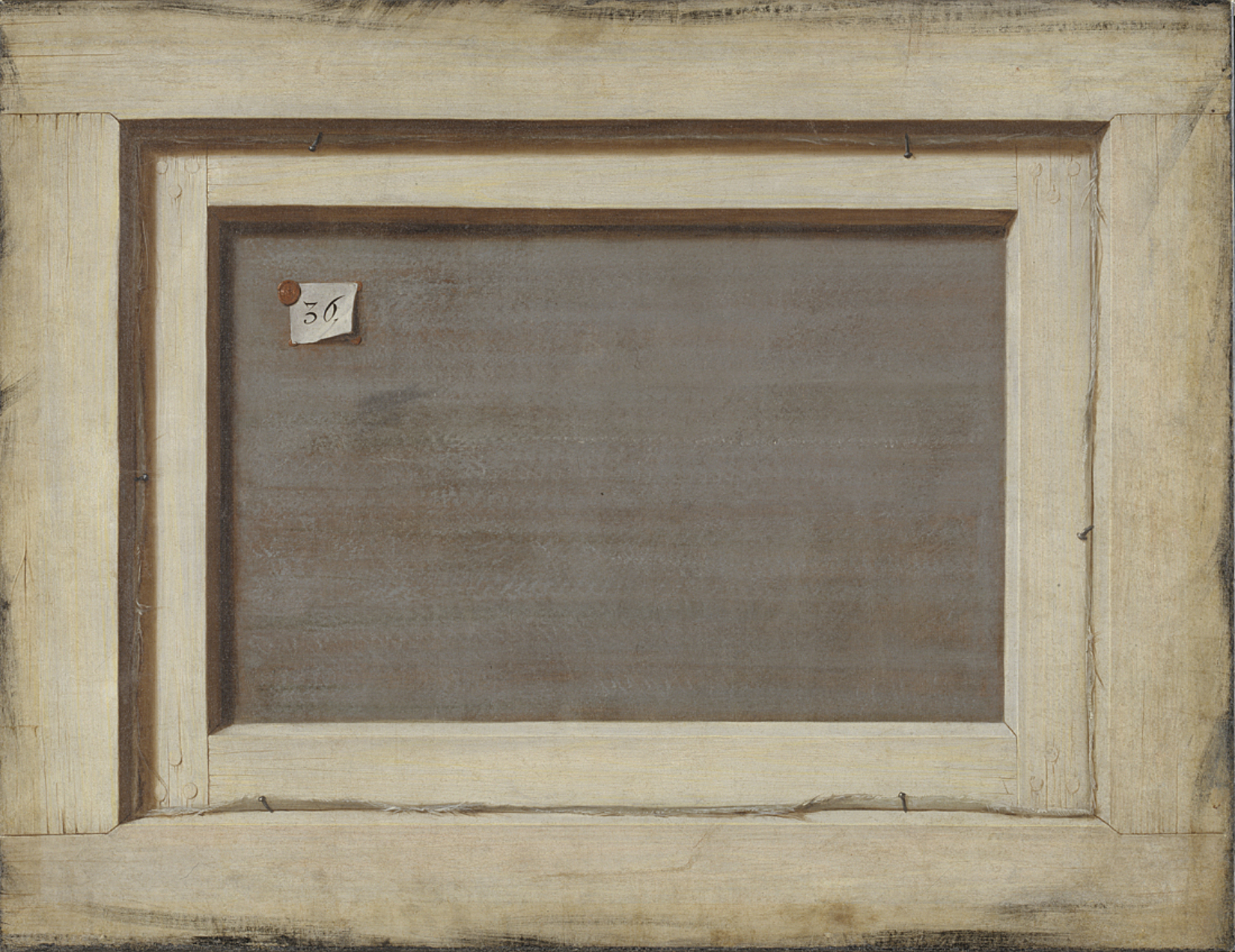
Rugzijde van een schilderij, 1670
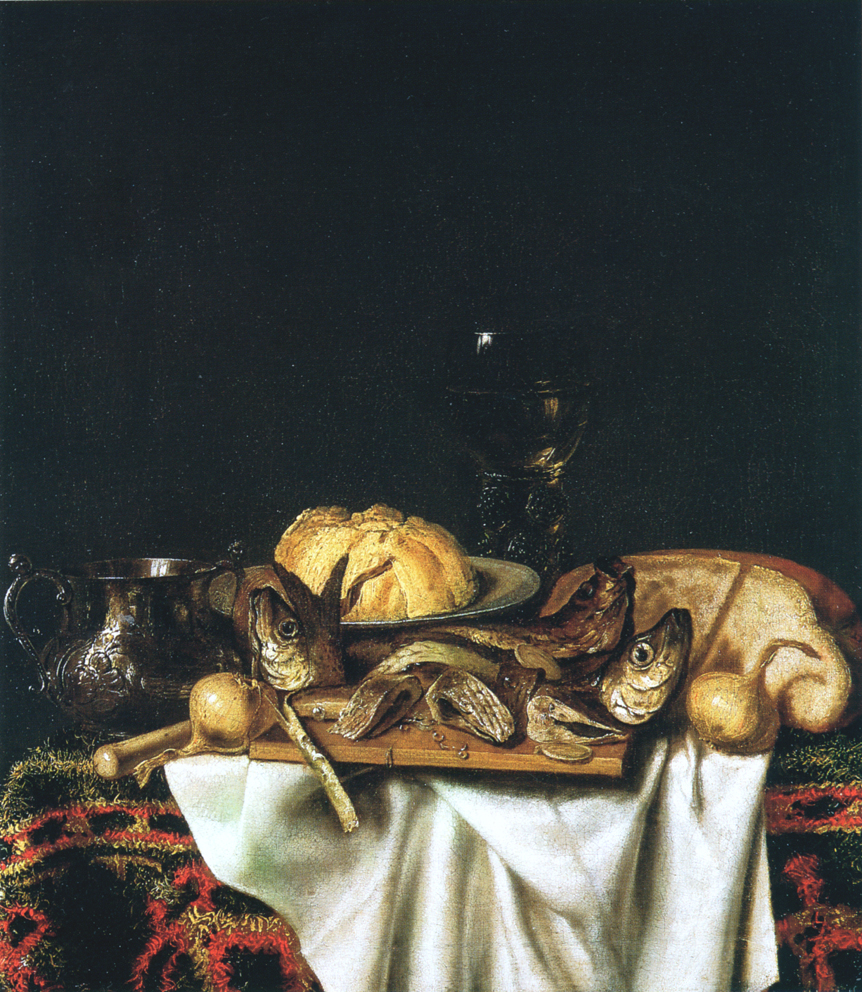
Stilleven met vissen, 1667
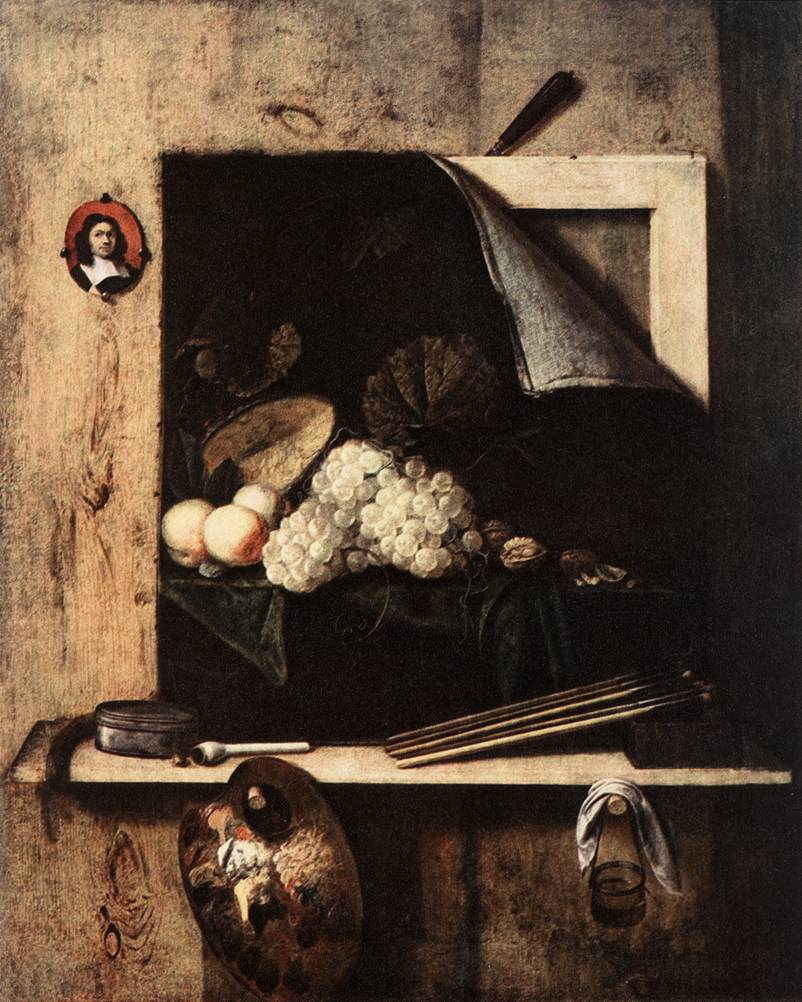
Stilleven met zelfportret, 1663
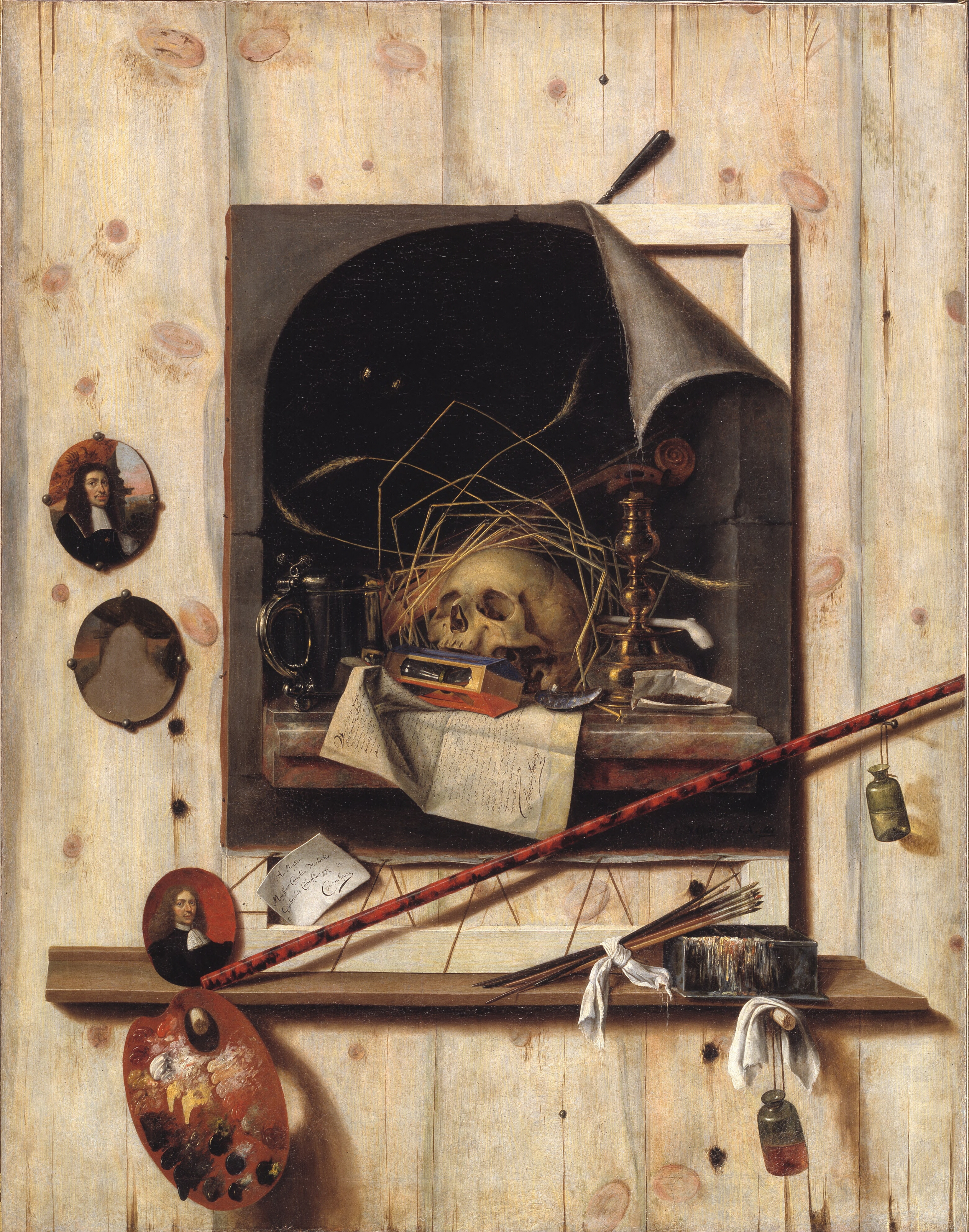
Vanitas-stilleven, 1668
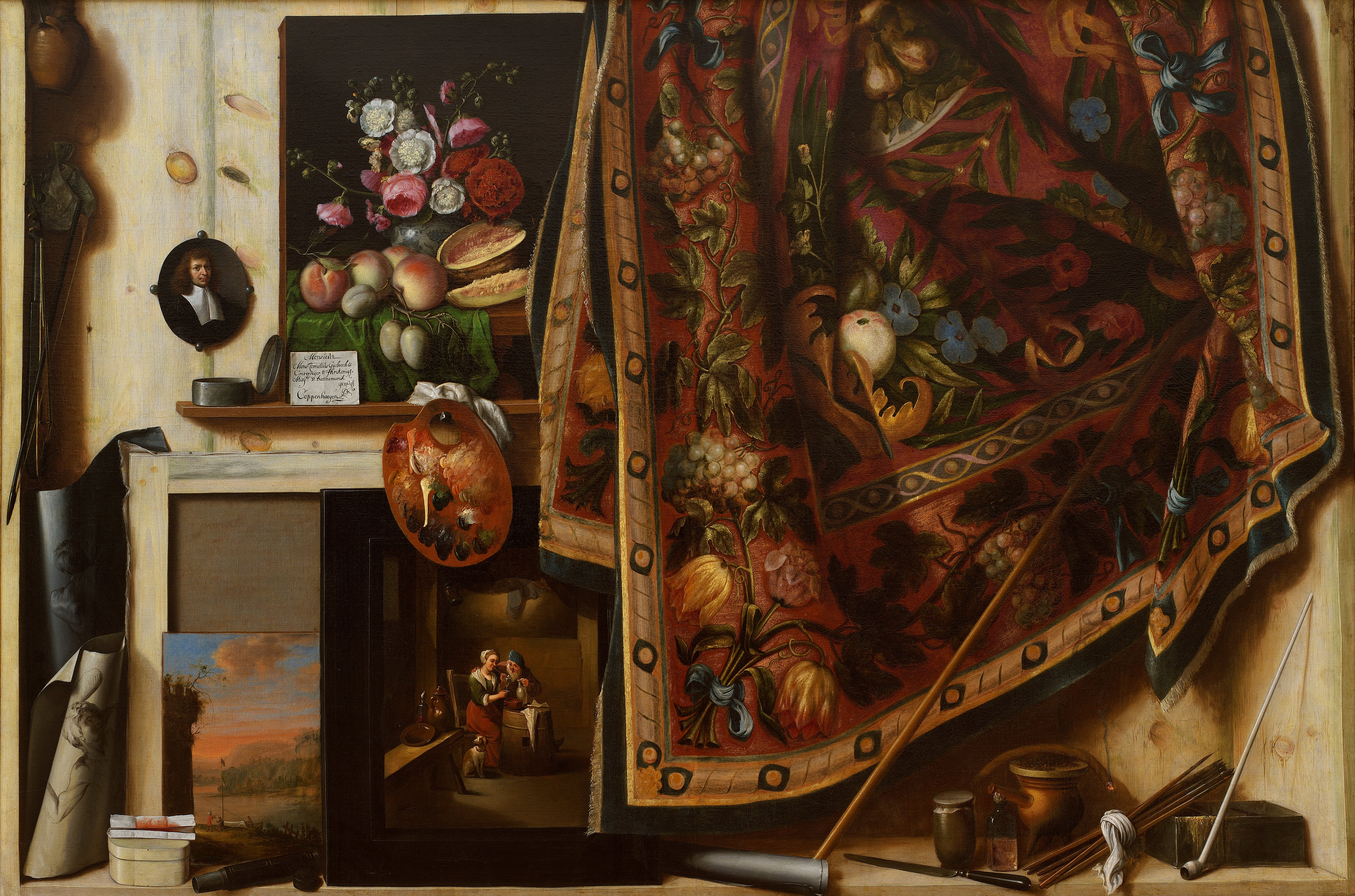
Trompe l'oeil, gecreëerd in de studio van de kunstenaar, 1670-1671